# Steffen Dobbert
Steffen Dobbert (* 1982 in Wismar) ist ein deutscher Journalist und Autor.

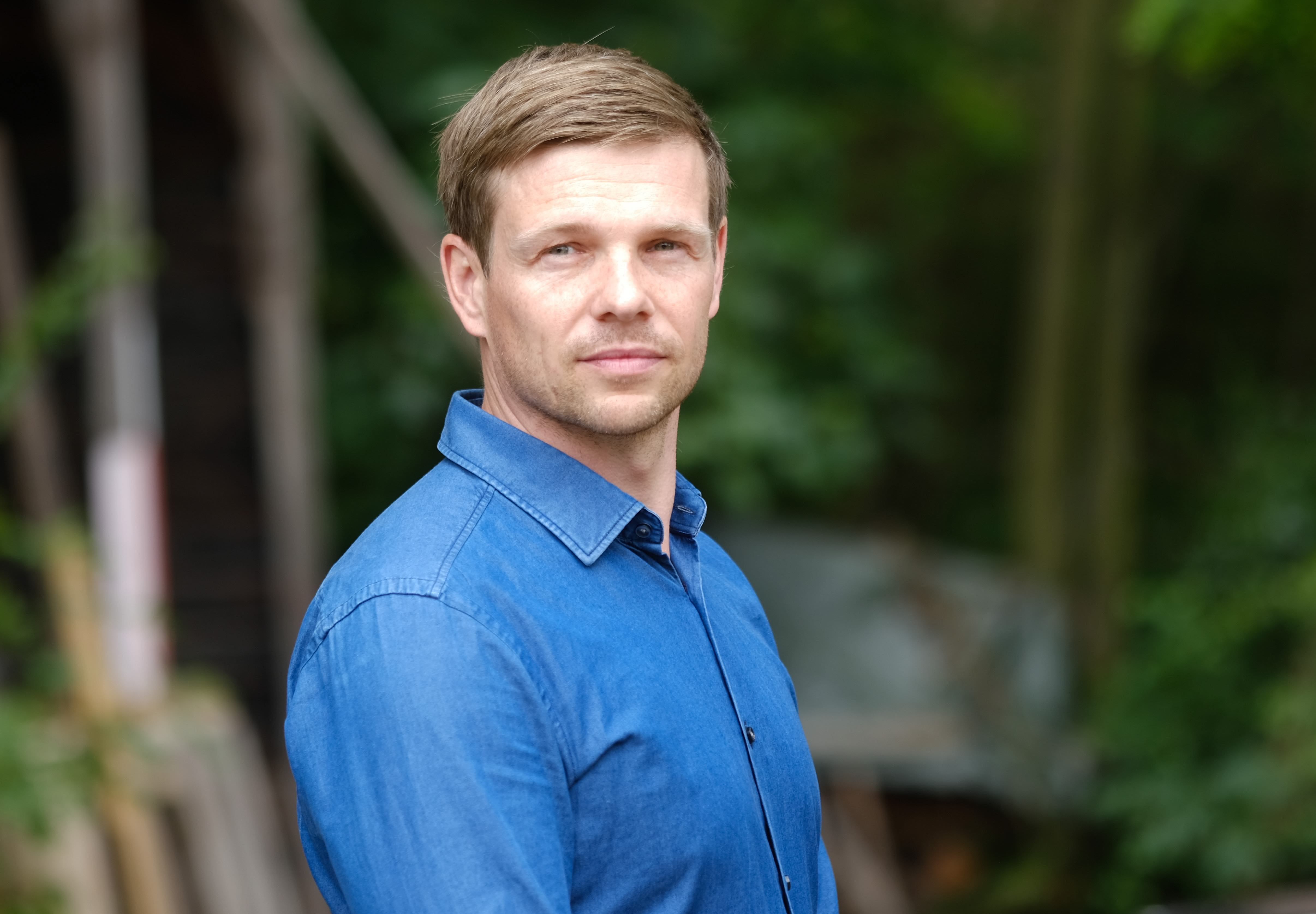
Steffen Dobbert

## Leben
Steffen Dobbert studierte Wirtschaftswissenschaften an der Wirtschaftsakademie Schleswig-Holstein und an der Handelshochschule Vaasa. Nach dem Abschluss als Diplom-Betriebswirt arbeitete er zehn Jahre als Journalist, unterbrach seine Tätigkeit 2015, um in Berlin sowie an der Stanford University Europawissenschaften zu studieren.
Dobbert arbeitete für die Schweriner Volkszeitung, 2008 wechselte er in die Online-Redaktion der Zeit, wo er das neugegründete Sportressort bis 2014 leitete.
Inhaltlich fokussierte Dobbert das Ressort auf gesellschaftliche Phänomene, die im Fußball erkennbar sind. So waren die damaligen Nationalspieler Thomas Hitzlsperger, Philipp Lahm, Arne Friedrich und René Adler abwechselnde Gesprächspartner in einer Kolumnen-Serie, die die Themen Homophobie, Rassismus und Kapitalisierung des Sports besprach. Für das Magazin Rund recherchierte Dobbert mehr als ein Jahr zum Thema Rechtsradikalismus im Sport. Seine Recherchen über die Hooligan-Gruppierung HooNaRa führte dazu, dass der Gründer der Nazi-Gruppierung, der gleichzeitig eine Security-Firma leitete, die Mitarbeiter der Firma nicht mehr als Ordnungskräfte im Stadion des Chemnitzer FC einsetzen durfte.
2014 wechselte er erst in die Hamburg-Redaktion der Zeit und später ins Politikressort von Zeit Online. Im Jahr 2016 erhielt er ein Stipendium des Internationalen Journalistenprogramms (IJP) und arbeitete in Odessa und Kiew.
Umstritten diskutiert wurden Dobberts Recherchen über mysteriöse Morde an Journalisten, die mit der Georgierin Wera Putina und Wladimir Putin in Zusammenhang stehen. Putina behauptet, die verleugnete Mutter von Wladimir Putin zu sein.
Ebenfalls internationales Echo löste Dobberts Interview mit dem britischen Politiker Nigel Farage aus. In dem Streitgespräch, das mit dem Deutschen Reporterpreis ausgezeichnet wurde, äußerte sich Farage widersprüchlich über seine Verbindungen zum Wikileaks-Gründer Julian Assange und der Sinnhaftigkeit der Brexit-Kampagne. Farage brach das Interview mit Dobbert auf Geheiß seines Pressesprechers ab.
Dobberts 2020 im Hinstorff-Verlag erschienenes Reportage-Buch „Heimatsuche“ wurde wenige Wochen nach Erscheinen vom Verlag zurückgerufen und in drei Passagen geschwärzt. Grund war eine Klage des Bürgermeisters der Gemeinde Born auf dem Darß, Gerd Scharmberg. Der Bürgermeister, selbst Mitglied der FDP, wollte seine eigenen Aussagen über die AfD nicht mehr im Buch verbreitet sehen, woraufhin der Verlag ohne Dobberts Einverständnis und ohne Gerichtsurteil nach einer außergerichtlichen Einigung mit dem Bürgermeister das Buch schwärzen ließ. Da Dobbert die geschwärzten Passagen danach während einer Lesereise mehrfach öffentlich vortrug, wurde auch er vom Bürgermeister Scharmberg angezeigt. Das Gerichtsverfahren endete in Stralsund mit einem Freispruch für den Autoren. Lorenz Caffier, damals der dienstälteste Innenminister eines deutschen Bundeslandes, trat laut Dobbert wegen dessen Buch-Recherchen für „Heimatsuche“ von seinem Amt in Mecklenburg-Vorpommern zurück. Caffier stand neben Vorwürfen über einen Pistolenkauf von einem Ex-Nordkreuz-Mitglied auch in der Kritik, da ihm gegenseitige Vorteilsnahme, Nutzung eines illegal im Schilfgürtel errichteten Ferienhauses und Steuerbetrug vorgeworfen wurden.
Dobberts im Jahr 2025 erschienenes Buch „Nord Stream“ zeigt, wie Politiker:innen aus Deutschland, etwa Gerhard Schröder, Sigmar Gabriel, Frank-Walter Steinmeier, Erwin Sellering, Manuela Schwesig und Angela Merkel jahrelang das Pipeline-Projekt Nord Stream 2 gegen Warnungen und Kritik durchsetzten – unterstützt von russischen Netzwerken, Lobbyismus und zweifelhaften Stiftungen. Behörden wurden unter Druck gesetzt, Sicherheitsstandards gesenkt und politische Nähe zum Kreml priorisiert. Erst mit der Eskalation des Kriegs in der Ukraine im Jahr 2022 kam die Wende. Ein Untersuchungsausschuss im Landtag Mecklenburg-Vorpommern befasst sich weiterhin mit den politischen und institutionellen Verstrickungen – das Buch liefert dafür aufschlussreiche Recherchen und brisante Dokumente. Es erreichte Platz 2 der Spiegel-Bestsellerliste.

## Politik
Steffen Dobbert trat bei der Landtagswahl 2021 in Mecklenburg-Vorpommern auf der Liste von BÜNDNIS 90 / DIE GRÜNEN auf Platz 16 und als deren Direktkandidat im Wahlkreis Mecklenburgische Seenplatte V an. Laut eigener Angabe war er von 2021 bis Februar 2022 Mitglied im Kreisverband Nordwestmecklenburg der Partei.

## Auszeichnungen
- 2006: Reportagepreis (Memento vom 7. Januar 2018 im Internet Archive) des Medienmagazins Berliner Journalisten für Generation Karstadt – ein Text über die Gäste eines Hamburger Kaufhaus-Restaurants[14]
- 2017: Deutscher Reporterpreis in der Kategorie bestes Interview Sie werden mich für immer hassen – ein Interview mit Nigel Farage[5]

## Bücher
- 2025 mit Ulrich Thiele: Nord Stream: Wie Deutschland Putins Krieg bezahlt. Klett-Cotta, 2025, ISBN 978-3-608-12371-5.
- 2022 Ukraine verstehen: Geschichte, Politik und Freiheitskampf, 222 Seiten, Klett-Cotta, ISBN 978-3-608-96599-5.
- 2020 #Heimatsuche: In 80 Tagen durch Mecklenburg-Vorpommern[15], 272 Seiten, Hinstorff, ISBN 978-3-356-02284-1.
- 2015 Land zum Leben – Menschen in Mecklenburg-Vorpommern: 25 Porträts, Hinstorff Verlag, diverse Autoren, ISBN 978-3-356-01892-9.
- 2014 Euromaidan: Protest und Zivilcourage in der Ukraine, 86 Seiten, Epubli und ZEIT-Verlag.
- 2014 Revolutionen: Ein historisches Lesebuch, Herausgeber: Patrick Oelze, diverse Autoren, Verlag: Ch. Links, ISBN 978-3-86153-796-0.